# Horst Heldt

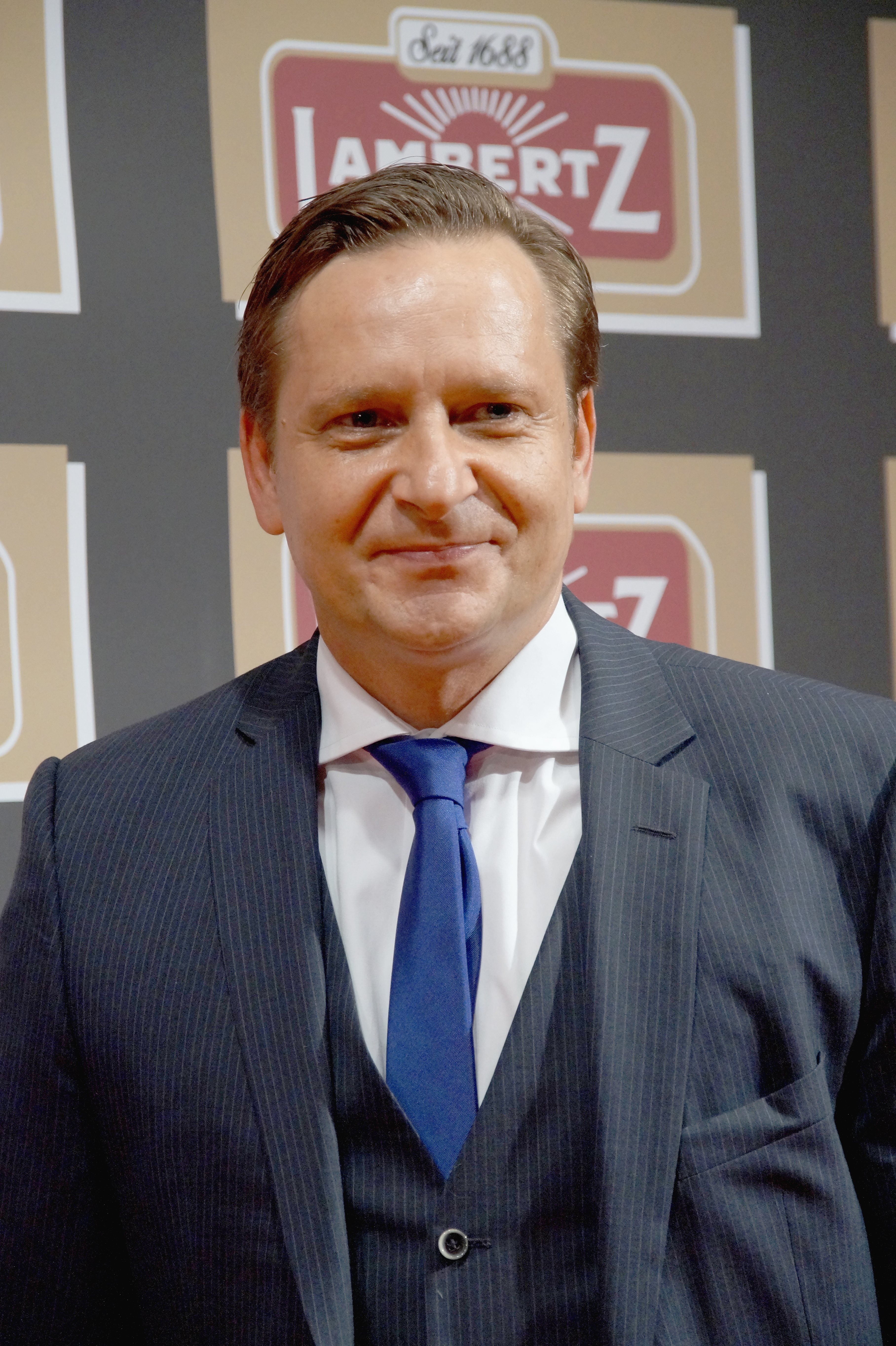

Horst Heldt (9 de diciembre de 1969 en Königswinter) es un exjugador de fútbol alemán, ahora director general del FC Schalke 04 de la Bundesliga de Alemania.

## Carrera como jugador
Heldt jugó en 1. FC Köln desde 1990 hasta 1995, antes de trasladarse a TSV 1860 Múnich. Después de cuatro años allí, se fue a Eintracht Frankfurt en 1999. Después de que el club fue relegado en 2001, jugó en el lado austriaco Sturm Graz. En enero de 2003, Heldt regresó a Alemania, al VfB Stuttgart.
Siempre jugó como mediocampista. Su conteo de los partidos de la Bundesliga es de 359. Heldt también jugó para la Selección de fútbol de Alemania dos veces.

## Carrera como director deportivo
Después de sólo ser un sustituto y no tener minutos de juego en el VfB Stuttgart en la primera mitad de la temporada 2005-06 con el entrenador Giovanni Trapattoni, Heldt decidió poner fin a su carrera deportiva el 3 de enero de 2006 al asumir el cargo de director general del club.
Como gerente, Heldt apoyó la destitución de Trapattoni y la contratación del nuevo entrenador Armin Veh. Gracias a Heldt, el contrato inicial de Veh se amplió hasta la temporada 2006-07 la cual fue la temporada más exitosa del Stuttgart de la historia, ganando el campeonato y la clasificación para la final de la Copa de Alemania. 
El 3 de julio de 2010, se trasladó al FC Schalke 04. Después de la destitución de Felix Magath, Heldt se hizo responsable del área deportiva y de comunicaciones en el consejo administrativo de Schalke.
- Datos: Q63088
- Multimedia: Horst Heldt / Q63088